# Cynomops mastivus
Cynomops mastivus és una espècie de ratpenat de la família dels molòssids. Viu a altituds d'entre 5 i 534 msnm al nord de Sud-amèrica, als vessants orientals dels Andes del Brasil, l'Equador, la Guaiana Francesa, Guyana, Surinam, Veneçuela i, possiblement, Colòmbia. Es tracta de l'espècie més grossa del gènere Cynomops. Té el pelatge sedós. Anteriorment era considerat una subespècie de C. abrasus.